# Ochotona nigritia
Espèce
Statut de conservation UICN

 DD  : Données insuffisantes
Ochotona nigritia est une espèce de la famille des Ochotonidae. Comme tous les pikas, c'est un petit mammifère lagomorphe.

## Distribution
Cette espèce se rencontre vers 3 200 m d'altitude à Piyanma au Yunnan en Chine

## Publication originale
- Gong, Wang, Li et Li, 2000 : A new species of pika: Piyanma black pika, Ochotona nigritia (Lagomorpha: Ochotonidae) from Yunnan, China. Zoological Research, vol. 21, n. 3, p. 204-209.